# Einsatzeinheit (Deutschland)
Die Einsatzeinheit (je nach Land auch Einsatzzug genannt) ist eine taktische Einheit des Bevölkerungsschutzes. Sie ersetzte nach Ende des Kalten Krieges in einigen Bundesländern die früheren Katastrophenschutzzüge. Im Gegensatz zu diesen kombiniert die Einsatzeinheit die Katastrophenschutzfachdienste Betreuungsdienst und Sanitätsdienst, weshalb sie flexibler und umfangreicher einsetzbar ist. Die Ausstattung und Finanzierung unterscheiden sich in Deutschland jedoch von Bundesland zu Bundesland, da der Katastrophenschutz in der Gesetzgebungskompetenz der Länder liegt.
Das in der Regel ehrenamtliche Personal wird von den verschiedenen Hilfsorganisationen wie Arbeiter-Samariter-Bund (ASB), Johanniter-Unfall-Hilfe (JUH), Malteser Hilfsdienst (MHD), Deutsche Lebens-Rettungs-Gesellschaft (DLRG) oder dem Deutschen Roten Kreuz (DRK) gestellt. Das Material sowie die Fahrzeuge werden hauptsächlich vom Bund und den Bundesländern, teilweise aber auch von den Hilfsorganisationen finanziert. Fahrzeuge der Medizinischen Task Force (MTF) können dabei nach § 12 ZSKG als Einrichtung des Bundes für den Zivilschutz durch die Länder auch für ihre Aufgaben im Bereich des Katastrophenschutzes (z. B. der Einsatzeinheiten) genutzt werden.

## Geschichte
Zu Beginn der 1990er Jahre erarbeitete das Deutsche Rote Kreuz das Konzept der Einsatzeinheiten. Die Ausgangslage war dabei die Erfahrung, dass die bis dahin bestehenden Einheiten des Sanitäts- und Betreuungsdienstes des Katastrophenschutzes nur in Ausnahmefällen zur Bewältigung von Schadensereignissen zum Einsatz kamen. Sie waren zu groß, zu schwerfällig und zu stark auf den Zivilschutz ausgerichtet. Die neu konzipierten Einsatzeinheiten sollten bei Schadensereignissen jeder Größenordnung schnell und flexibel in der Lage sein den betroffenen Menschen gezielt zu helfen. Ein besonderes Augenmerk wurde darauf gerichtet, dass die Einsatzkräfte multifunktional – also sowohl im Sanitäts- als auch im Betreuungsdienst – eingesetzt werden konnten. Die DRK-Einsatzeinheit sollte sowohl als komplette Einheit, als auch in die einzelnen Fachgruppen aufgegliedert eingesetzt werden können.
Das Konzept der Einsatzeinheit wurde dann vom Deutschen Roten Kreuz bundesweit flächendeckend umgesetzt. In Nordrhein-Westfalen wurde das Konzept abgewandelt und als Einsatzeinheit NRW 1998 für alle Hilfsorganisationen verbindlich vorgeschrieben. Einige weitere Länder führten entsprechende Modelle ebenfalls ein. Die Länder, in denen Einsatzeinheiten aufgestellt wurden, haben jedoch teilweise unterschiedliche Gliederungen, Ausstattungsmerkmale und Personalstärken definiert. Die nachfolgende Ausführung ist daher nur exemplarisch.

## Allgemeiner Aufbau
Die Personalstärke der Einsatzeinheit beträgt ca. 30 Einsatzkräfte, mitunter aber auch deutlich mehr. Sie ist oft in die vier Teileinheiten Führungstrupp, Sanitätsgruppe, Betreuungsgruppe und Trupp Technik und Sicherheit gegliedert.

### Führungstrupp (Zugtrupp)

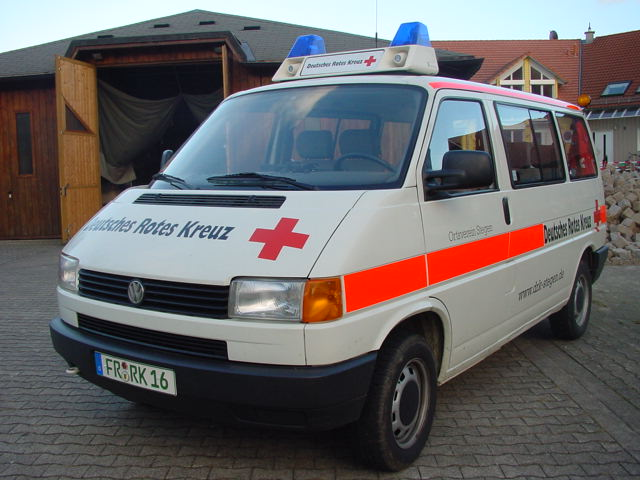
Führungsfahrzeug aus Stegen, 2004

Der Führungstrupp führt den Einsatz im zugewiesenen Einsatzabschnitt. Er koordiniert die unterstellten Gruppen und ist die Verbindung zur übergeordneten Einsatzleitung. Die Einsatzleitung (Technische Einsatzleitung) wird durch einen Fachdienstberater unterstützt und dieser hält die Verbindung zum Zugtrupp. Über diesen Weg werden auch die Einsatzaufträge an die Einsatzeinheit übermittelt. Der Führungstrupp umfasst oft drei bis vier Personen, darunter der Zugführer. Die Beschaffung und Ausstattung des Führungsfahrzeuges erfolgt in der Regel durch die Hilfsorganisation.

### Sanitätsgruppe

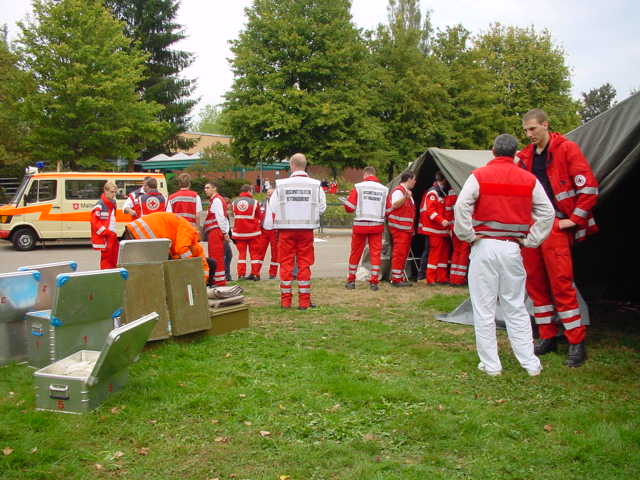
Sanitätsgruppe in Kirchzarten, 2003

Die Gruppe des Sanitätsdienstes besteht häufig aus ca. zehn Einsatzkräften, teilweise aber auch mehr. Als Fahrzeuge dienen zum Beispiel Krankenkraftwagen, Gerätewagen Sanität (GW-San) oder Sanitätsgruppen-Kraftwagen bzw. Kombi mit Anhänger. Teilweise existieren zusätzlich eigenständige Transportstaffeln, welche die Krankenwagen besetzen und welchen der weitere Patiententransport obliegt.
Die Sanitätsgruppe führt benötigtes Material an die Einsatzstelle und unterstützt Notärzte und nichtärztliches Rettungsdienstpersonal bei der Versorgung von Verletzten oder Erkrankten. Im Schadensgebiet kann die Gruppe bei der Suche und der Erstversorgung von Patienten eingesetzt werden. Sie kann notwendige Infrastruktur wie Patientenablagen oder Behandlungsplätze mitbetreiben. Die Einsatzkräfte können für den Patiententransport vom Schadensgebiet zum Behandlungsplatz, dank der vorhandenen Krankentransportwagen (KTW) auch für den Transport zum Krankenhaus eingesetzt werden.
Die Sanitätsgruppe kann unabhängig von der Einsatzeinheit als Schnelleinsatzgruppe Sanitätsdienst eingesetzt werden. Sie kommt somit auch bei größeren Unfällen zum Einsatz.

### Betreuungsgruppe

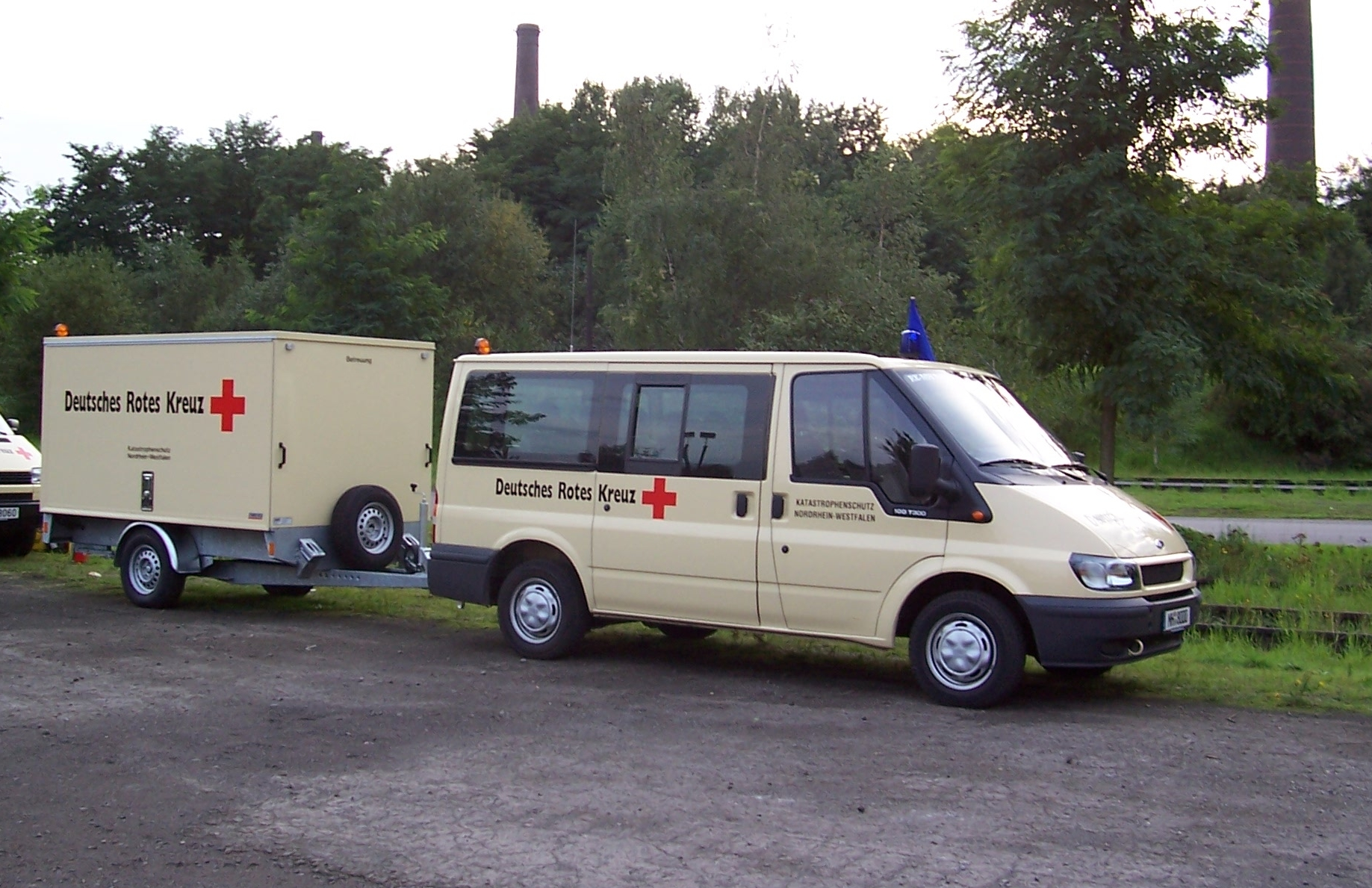
Betreuungsgespann aus Mülheim a. d. Ruhr, 2005

Die Gruppe des Betreuungsdienstes besteht häufig aus über 10 Einsatzkräften. Als Fahrzeuge dienen meist zwei Betreuungskombis (BtKombi) oder Mannschaftstransportwagen (MTW), teilweise mit Fahrzeuganhänger, und ein Betreuungslastkraftwagen (BtLKW) mit Feldkochherd (FKH). Die Betreuungsgruppe kann als Schnelleinsatzgruppe Betreuung eingesetzt werden und ist somit auch für Einsätze unterhalb der Katastrophenschwelle verfügbar. Grundsätzlich kümmert sich die Betreuungsgruppe um unverletzte Betroffene.

### Trupp Technik und Sicherheit
Der Trupp Technik und Sicherheit ist ein unterstützender Trupp. Als Fahrzeug dient oft ein Kraftwagen (zum Beispiel Kombi oder Mannschaftstransportwagen) mit Anhänger.
Er unterstützt die anderen Gruppen im Einsatz durch Erstellung bzw. Sicherstellung der Infrastruktur und übernimmt die sicherheitstechnische Absicherung der gesamten Einsatzeinheit im Einsatz (gegebenenfalls in Abstimmung mit anderen Organisationen, z. B. Feuerwehr oder THW). Zu den Hauptaufgaben des Trupps Technik und Sicherheit gehören die Bereitstellung von Strom mithilfe von Stromerzeugungsaggregate und entsprechender Begleitausstattung sowie die Gas- und Wasserversorgung und gegebenenfalls die Ausleuchtung des Einsatzgebietes.
Des Weiteren ist es Aufgabe des Trupps Technik und Sicherheit die allgemeine Betriebssicherheit aller Anlagen im Einsatzbereich sicherzustellen und auf die Einhaltung der Arbeitsschutz-, Sicherheits- und Unfallverhütungsvorschriften zu achten, deshalb werden die Helfer des Trupps unter anderem in der Gefahrgutverordnung Straße, Eisenbahn und Binnenschifffahrt ausgebildet. Zu den zu überwachenden Anlagen zählen Notstromaggregate, Zelt- und Wasserheizgeräte, aber auch die fachgerechte Erstellung von Kabelverbindungen und Absicherung von Gefahrenstellen.
Zusätzlich zu diesen Aufgaben wirkt der Trupp maßgeblich bei der Logistik der gesamten Einheit mit und dient als „Mädchen für alles“. Aufgrund dieses breiten Aufgabenspektrums, ist es oftmals so, dass „die Techniker“ den Großteil ihrer Arbeit erfüllt haben müssen, bevor der erste Patient bzw. Betroffene durch die Kräfte der anderen Fachgruppen versorgt werden kann.
Des Weiteren überwacht der Trupp den geeigneten Atem- und Körperschutz der Einsatzkräfte, bietet technische Unterstützung bei der Dekontamination von Personen/Verletzten, berät die Einheit fachlich bei Unfällen mit chemischen oder radiologischen Stoffen sowie führt technische Maßnahmen zum Schutze der Einheit bei Unfällen mit Gefahrstoffen durch.

## Einsatzeinheiten nach Maßgabe der Länder

### Situation in Baden-Württemberg

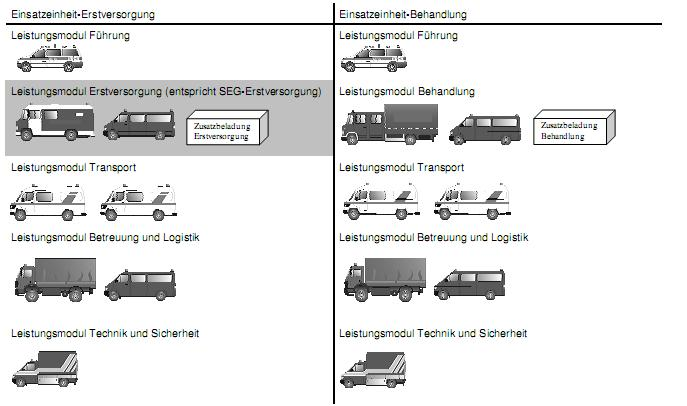
Frühere Gliederung der Einsatzeinheiten in Baden-Württemberg nach den bis zum Oktober 2019 geltenden Vorgaben

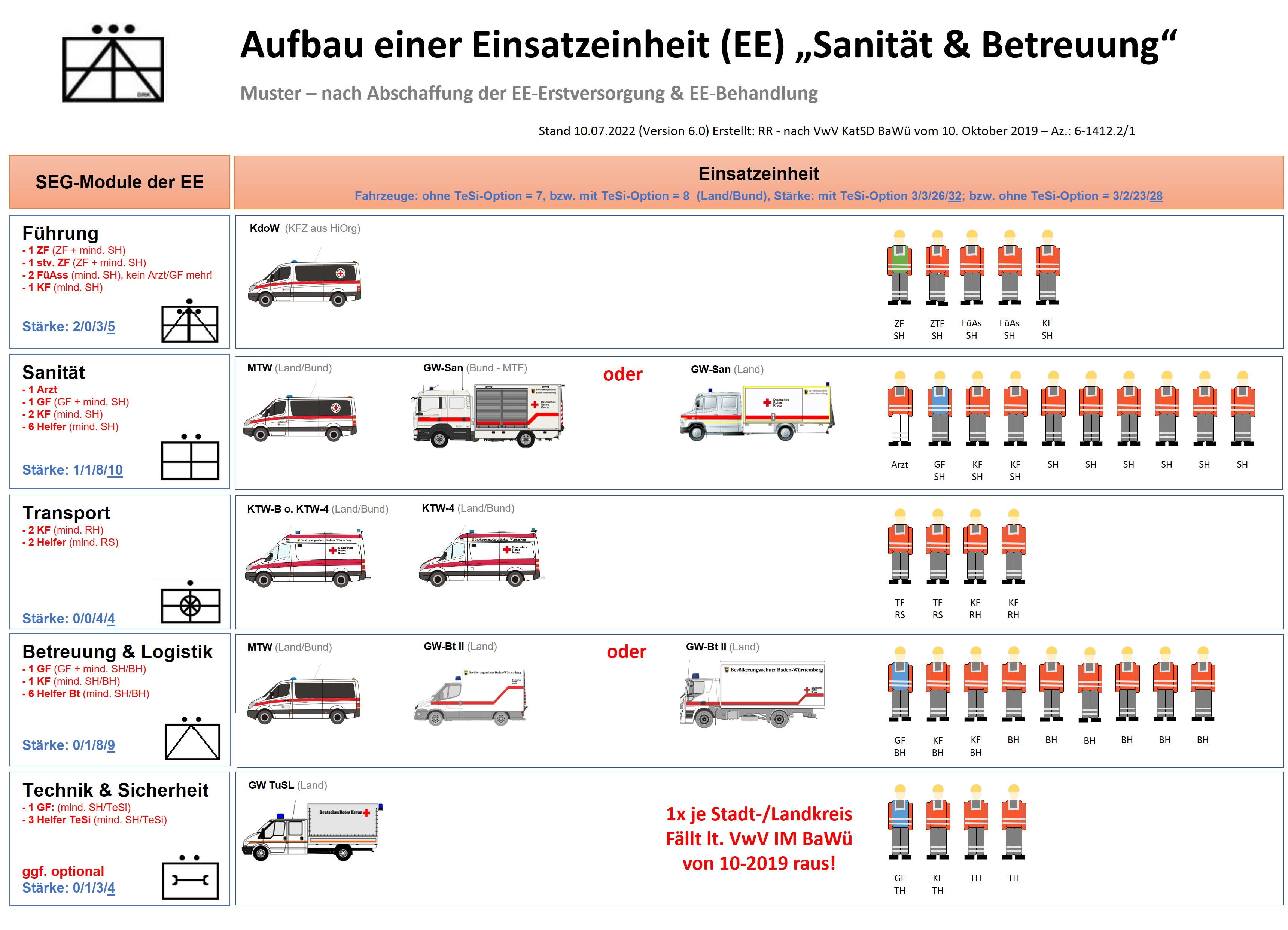
Gliederung der Einsatzeinheiten in Baden-Württemberg nach VwV KatSD BaWü vom 10. Oktober 2019 – Az.: 6-1412.2/1

Mit Anpassung der VwV KatSD BaWü vom 10. Oktober 2019 – Az.: 6-1412.2/1 hat das Innenministerium Baden-Württemberg das Konzept der Einsatzeinheiten (EE) erneut modifiziert und als Standard im Katastrophenschutz des Landes vorgesehen.
Das Konzept unterscheidet sich in Teilen vom bundesweit üblichen. Das zuvor nicht wirklich gelebte Konzept, bei dem zwischen jeder 1., 3., 5. … Einsatzeinheit als „EE-Erstversorgung“ und jeder 2., 4., 6. … Einsatzeinheit als „EE-Behandlung“ unterscheiden wurde, wurde aufgegeben.
Die neue Bezeichnung ist seit 10-2019 „Einsatzeinheit Sanität & Betreuung“. Sie besteht aus folgenden Modulen:
- Führung:
  - Stärke: 2/0/3/5
  - Kommandowagen (aus Beständen der Hilfsorganisation)
- Sanität:
  - Stärke: 1/1/8/10 (inkl. 1 Arzt)
  - 1× MTW, 1× GW-San (Land/Bund)
- Transport:
  - Stärke: 0/0/4/4
  - 2× KTW-B (Land/Bund)
- Betreuung:
  - Stärke: 0/1/8/9
  - 1× MTW, 1× GW-Bt (Land/Bund)
- (Technik & Sicherheit) optional – fällt voraussichtlich in Kürze weg (nur 1× je Stadt-/Landkreis vorhanden!):
  - (Stärke: 0/1/3/4)
  - (1× GW-TeSi)

Die Gesamtstärke beträgt mit der auf lange Sicht wegfallenden Option „Technik & Sicherheit“ (TeSi) 3/3/26/32 + 8 KFZ und ohne TeSi-Option 3/2/23/28 + 7 KFZ. Es ist grundsätzlich eine Doppelbesetzung vorgesehen.
Für den Aufbau und Betrieb eines Behandlungsplatzes (BHP 25) sind grundsätzlich zwei Einsatzeinheiten vorgesehen. Dieser wird von einem Verbandführer geführt.

### Situation in Niedersachsen
In Niedersachsen wird ein sogenannter „Einsatzzug Sanität und Betreuung“ (3/4/24/31) wie folgt aufgebaut:
- Zugtrupp (1/1/2/4; Zugführer, stellv. Zugführer, Sprechfunker/Melder und Helfer; Einsatzleitwagen (ELW) 1 und optional Führungsfahrzeug)
- zwei Sanitätsgruppen (je 1/1/7/9; Gruppenführer, Arzt, 2 Rettungssanitäter, 2 Rettungssanitäter/Rettungshelfer und 3 Rettungshelfer/Sanitätshelfer; Gerätewagen (GW) Sanität und Mannschaftstransportwagen (MTW))
- Betreuungsgruppe (0/1/8/9; Gruppenführer und 8 Betreuungshelfer; GW Betreuung und MTW)

Je nach Einsatz können diese Einsatzzüge durch folgende Ergänzungseinheiten unterstützt werden:
- Führungsgruppe (4/3/2/9; Verbandsführer, stellv. Verbandsführer, med. Leiter BHP 50 NDS/BTP 500 NDS, Zugführer, Gruppenführer, 2 Sprechfunker/Melder und 2 Führungsassistenten; Führungskraftwagen (FüKW) und Kommandowagen (KdoW))
- Gruppe Logistik und Technik (0/1/8/9; Gruppenführer und 8 Helfer; GW Logistik groß, GW Logistik klein, Anhänger Stromerzeuger 40 kVA und MTW)
- Verpflegungsgruppe (0/1/8/9; Gruppenführer und 8 Helfer; GW Verpflegung, MTW, Feldkochherd und Kühlanhänger)
- Staffel Psychosoziale Notfallversorgung (PSNV) (0/1/4/5; Gruppenführer, 2 Helfer mit Ausbildung zum Kriseninterventionshelfer und 2 Helfer mit Ausbildung zum kollegialen Ansprechpartner; MTW)
- Patiententransportstaffel (0/1/5/6; 3 Rettungssanitäter und 3 Rettungshelfer/Sanitätshelfer; 3 mind. KTW Typ B, zum Transport von zwei Patienten)

Ein Behandlungsplatz (BHP) 50 NDS (kann 50 Patienten pro Stunde mit zwei Durchläufen medizinisch versorgen) setzt sich aus zwei Einsatzzügen Sanität und Betreuung, der Führungsgruppe und der Gruppe Logistik und Technik zusammen. Ein Betreuungsplatz (BTP) 500 NDS (kann 500 Personen über mindestens 48 Stunden in einer ortsfesten Unterkunft betreuen) setzt sich ähnlich zusammen, lediglich zwei Verpflegungsgruppen kommen hinzu.

### Situation in Nordrhein-Westfalen
Die Einsatzeinheit nach Maßgabe des Landes Nordrhein-Westfalen hat eine Stärke von 1/7/25/33 und besteht aus folgenden Teileinheiten:
- Teileinheit Führung 1/1/2/4 (1 Zugführer, 1 Gruppenführer und 2 Führungsgehilfen; einen KdoW oder ELW 1 besetzend);
- Teileinheit Sanität 0/1/9/10:
  - Sanitätsstaffel 0/1/5/6 (1 Gruppenführer mit Rettungshelfer-Ausbildung, 1 Rettungssanitäter und 4 Rettungshelfer; einen GW-San besetzend), *
  - KTW 1 -/-/2/2 (Rettungssanitäter und Rettungshelfer; einen Notfallkrankenwagen besetzend),
  - KTW 2 -/-/2/2 (Rettungssanitäter und Rettungshelfer; einen Notfallkrankenwagen oder Rettungswagen besetzend);
- Teileinheit Betreuung -/4/11/15:
  - Betreuungsstaffel 1 -/2/4/6 (1 Gruppenführer, 1 Truppführer als Unterführer für die Staffel und 4 Helfer; einen Gerätewagen Betreuung (GW-Bt) besetzend), **
  - Betreuungsstaffel 2 -/1/5/6 (1 Truppführer als Unterführer für die Staffel und 5 Helfer; einen Betreuungskombi besetzend),
  - Verpflegungstrupp -/1/2/3 (ein Truppführer und 2 Helfer; einen Betreuungslastkraftwagen besetzend);
- Teileinheit Unterstützung -/1/3/4 (1 Truppführer und 3 Helfer; ein Mannschaftstransportfahrzeug besetzend). **

Anmerkungen
 
Eine Teileinheit Führung, drei Teileinheiten Sanität, ein AB MANV NRW sowie weitere Fahrzeuge und Führungsmittel können gemeinsam einen Behandlungsplatz 50 (78 Einsatzkräfte, Bereitschaft) bilden, der 50 Patienten in zwei Stunden aufnehmen und versorgen kann (autark bis zu vier Stunden für bis zu 100 Patienten). Zwei Einsatzeinheiten sowie eine Führungsstaffel können einen Betreuungsplatz 500 für mindestens 500 Betroffene (autark für bis zu vier Stunden) bilden (72 Einsatzkräfte, Bereitschaft).
Im Jahr 2022 verfügte das Land Nordrhein-Westfalen über 235 Einsatzeinheiten NRW, von denen 170 voll, 48 bedingt und 15 nicht einsatzbereit waren. Im Jahr 2024 waren 241 Einsatzeinheiten NRW existent, davon waren 28 nicht einsatzbereit.
Das zugrunde liegende und die Einsatzeinheit NRW definierende Landeskonzept der überörtlichen Hilfe NRW »Sanitätsdienst und Betreuungsdienst« mit Stand November 2013 wurde überarbeitet; die neue Fassung wurde mit Erlass des Innenministeriums NRW vom 17. Dezember 2024 eingeführt. Die Veränderungen sollen bis zum 30. Juni 2025 umgesetzt sein, ab dann sollen nur noch Einsatzeinheiten nach dem überarbeiteten Konzept eingesetzt werden.

### Situation in Sachsen
Der Einsatzzug (KatS-EZ) nach Maßgabe des Landes Sachsen hat eine Gesamtstärke von 2/4/26/32 und besteht aus:
- Führungstrupp (1/1/1/3; ein Mehrzweckfahrzeug oder einen ELW 1 besetzend),
- Sanitätsgruppe (1/1/7/9; einen MTW durch 5 Helfer sowie einen GW-San durch Notarzt, Gruppenführer und 2 Rettungssanitäter besetzend),
- Transportstaffel (-/1/5/6; einen Notfallkrankenwagen Typ B durch Gruppenführer und Rettungssanitäter sowie 2 Notfallkrankenwagen Typ B durch je Rettungssanitäter und Helfer besetzend),[8]
- Betreuungsgruppe (-/1/10/11; einen MTW durch Gruppenführer und 8 Helfer sowie einen BtLKW/GW-Bt durch 2 Helfer besetzend),
- Verpflegungstrupp (-/-/3/3; einen Gerätewagen Versorgung (GW-V) mit FKH und Kühlanhänger durch 3 Helfer besetzend).[7]

### Situation in Thüringen
Das Land Thüringen verfolgt anstelle dessen das Konzept eines 42 Einsatzkräfte (5/12/25/42) umfassenden Sanitäts- und Betreuungszugs. Neben seiner Größe ist der zur Betreuungsgruppe gehörende Techniktrupp eine Besonderheit (s. u.). Der Zug besteht aus:
- Zugtrupp (1/1/2/4; einen ELW 1 besetzend),
- Sanitätsgruppe (4/6/8/18),
  - Sanitätstrupp (1/2/3/6, d. h. Arzt, Gruppenführer, Truppführer und 3 Helfer; einen GW-San besetzend),
  - Arzttrupp (3/-/1/4, d. h. 3 Ärzte und 1 Helfer; einen MTW besetzend),
  - 4× Transporttrupp (je -/1/1/2, d. h. Truppführer und Helfer; Krankenwagen besetzend),
- Betreuungsgruppe (-/5/15/20),
  - Unterkunftstrupp (-/2/5/7, d. h. Gruppenführer, Truppführer und 5 Helfer; einen MTW besetzend),
  - Betreuungstrupp (-/1/5/6, d. h. Truppführer und 5 Helfer; einen MTW besetzend),
  - Verpflegungstrupp (-/1/2/3, d. h. Truppführer und 2 Helfer; einen BtLKW mit FKH besetzend),
  - Techniktrupp (-/1/3/4, d. h. Truppführer und 3 Helfer; ein „Einsatzfahrzeug Technische Gruppe“, kurz ETG, besetzend).[9]

Die Bezeichnung „Einsatzzug“ ist im thüringischen Katastrophenschutz ebenfalls bekannt, bezieht sich hier aber auf spezielle Formationen der Feuerwehr bzw. des Brandschutzdienstes.

## Ausbildung der Einsatzeinheit
Jeder Helfer der Einsatzeinheit erhält eine Grundausbildung in der grundlegende Kenntnisse in Einsatztaktik, Sanitätsdienst, Betreuungsdienst, Psychosoziale Notfallversorgung (PSNV) sowie Technik und Sicherheit vermittelt werden. Dies gewährleistet im Ereignisfall, die Mithilfe auch in den anderen Fachdienstgruppen bei dringendem Bedarf. Danach folgt die Fachdienstausbildung in dem für den Helfer vorgesehenem Katastrophenschutzfachdienst und notwendige Funktionsausbildungen. Für Führungspositionen vorgesehene Einsatzkräfte besuchen darüber hinaus die Ausbildungsgänge für Trupp-, Gruppen- oder Zugführer sowie die Verbandsführerausbildung für den Fall einer Zusammenarbeit mit einer anderen Einsatzeinheit bei übergreifenden Einsätzen.
Die genaue Ausgestaltung dieser Ausbildungsmodule variiert sowohl nach Hilfsorganisation als auch nach Bundesland stark.